# Севасти
Севастѝ или Арбау̀ти (на гръцки: Σεβαστή, до 1926 година името на селото е Αρμπαούτι, Арбаути) е село в Северна Гърция, в дем Катерини, област Централна Македония.

## География
Селото е разположено на около 14 километра северно от град Катерини, на 140 m надморска височина в Пиерийската равнина.

## История
Селището е ново бежанско, издигнато на мястото на старо селище Арбаути през 20-те години.
В 1928 година селото е дадено като изцяло бежанско селище със 148 бежански семейства и 446 жители бежанци.
Основната православна църква в селото е „Свети Николай“. Има два параклиса – „Свети Георги“ и „Света Троица“. В Севасти има гръцка евангелистка църква, основана в 1924 година, главно от бежанци, които са дошли от Мала Азия. В селото има и общност, принадлежаща към апостолското петдесятничество. Тяхната църква е построена в 1934 година. Между тези три религиозни общности днес съществува мирно и хармонично съжителство.
Основен традиционен поминък на жителите е отглеждането на пшеница и тютюн и скотовъдството.
| Име    | Име    | Ново име  | Ново име  | Описание                                                    |
| ------ | ------ | --------- | --------- | ----------------------------------------------------------- |
| Текава | Τέκαβα | Мигдалиес | Μυγδαλιές | възвишение на Ю от Севасти и на И от Неа Трапезунда (110 m) |
| Дим    | Ντίμ   | Вриси     | Βρύση     | извор на Ю от Севасти и на И от Неа Трапезунда              |

| Година    | 1913 | 1920 | 1928 | 1940 | 1951 | 1961 | 1971 | 1981 | 1991 | 2001 | 2011 | 2021 |
| --------- | ---- | ---- | ---- | ---- | ---- | ---- | ---- | ---- | ---- | ---- | ---- | ---- |
| Население |      |      | 565  | 956  | 984  | 820  | 427  | 484  | 513  | 736  | 653  | 287  |